# ブラック・ドッグ
「ブラック・ドッグ」 (Black Dog) は、イギリスのロックグループ、レッド・ツェッペリンの楽曲。1971年、彼らの第4作アルバム『レッド・ツェッペリン IV』のA面1曲目に収められて発表された。作詞・作曲は、ジョン・ポール・ジョーンズ、ジミー・ペイジ、及びロバート・プラント。レコードでの演奏時間は約5分。

## 概要
ジョーンズの発案による、複雑な単音リフから作られた曲で、本人は「マディ・ウォーターズ風の曲を作りたくてこのリフを考えた」と回想している。
リズムのトリックが盛り込まれ、聴覚上の印象として複雑な構成に感じられる曲であるが、概念化すればA→B→A'→C→Dの構成を二度繰返していると解釈できる。主部（AおよびA'）ではプラントのヴォーカルと、他の三人のリフとが交互に掛け合うように演奏されるが、このヴォーカルメロディは、フリートウッド・マック「Oh, Well」からヒントを得たものであり、ペイジもそれを認めている。
ペイジのギター・サウンドは、レスポールを直接ミキシング・コンソールに接続して得られた、いわゆる「プレーン・トーン」である。ただし、ギター・ソロに関してはレスリースピーカーを用いて出力したのではないかとも言われる。
曲名は、レコーディング当時のスタジオがあったヘッドリィ・グランジの周囲をうろついていた（黒色のゴールデン・リトリバー）野良犬に由来する。ただし、その犬と歌詞とはまったく関係がない。「Eyes that shine burning red」も英国の各地に伝えられ、多数の小説にも登場する妖精犬の総称としての『ブラックドッグ』のイメージそのものでしかない。歌詞の内容は、女性の愛や欲望について露骨な表現で語っているのは明白だが、プラントは「自分の言いたいことは誤解されている」と後のインタビューに応えるなど、大人の対応をしている。

## ステージ・パフォーマンス
『レッド・ツェッペリン IV』の発売に先立って、1971年3月5日、ベルファスト公演で初演。ちなみにこの日は「天国への階段」（Stairway to Heaven）も初演されている。以降、基本的に常にセットリストにあった。1973年のアメリカツアーでは「ロックン・ロール」「祭典の日」（Celebration Day）と共にコンサート開幕のメドレーを構成した。1975年にはアンコール曲となり、1977年にはほとんど演奏されなかったが、1979年からはレパートリーに復帰している。2007年のロンドンO2アリーナでの再結成ギグで演奏されている。
ライヴ演奏時は、「アウト・オン・ザ・タイルズ」のイントロを合体させて披露することが多かった（ただし、1973年の北米ツアーでは、「ブリング・イット・オン・ホーム」のイントロを合体させていた)。